# Bardolino Verona Calcio Femminile 2012-2013
Questa voce raccoglie le informazioni riguardanti l'Associazione Sportiva Dilettantistica Bardolino Verona Calcio Femminile nelle competizioni ufficiali della stagione 2012-2013.

## Organigramma societario
Area tecnica
- Allenatore: Renato Longega

Area sanitaria

## Rosa
Rosa, numerazione e ruoli, tratti dal sito ufficiale della società, sono aggiornati al 7 dicembre 2012.
| N. |                    | Ruolo | Calciatrice          |
| -- | ------------------ | ----- | -------------------- |
| 1  | Svezia (bandiera)  | P     | Stéphanie Öhrström   |
| 3  | Italia (bandiera)  | D     | Michela Ledri        |
| 4  | Brasile (bandiera) | D     | Marina Toscano Aggio |
| 5  | Svezia (bandiera)  | D     | Maria Karlsson       |
| 6  | Italia (bandiera)  | D     | Federica Di Criscio  |
| 7  | Italia (bandiera)  | C     | Silvia Toselli       |
| 8  | Italia (bandiera)  | A     | Melania Gabbiadini   |
| 9  | Italia (bandiera)  | C     | Tatiana Zorri        |
| 10 | Italia (bandiera)  | A     | Cristiana Girelli    |
| 11 | Italia (bandiera)  | C     | Carolina Pini        |
| 12 | Italia (bandiera)  | P     | Sabrina Tasselli     |

| N. |                     | Ruolo | Calciatrice        |
| -- | ------------------- | ----- | ------------------ |
| 13 | Italia (bandiera)   | D     | Elena Maffezzoni   |
| 14 | Brasile (bandiera)  | A     | Dayane Rocha       |
| 15 | Italia (bandiera)   | D     | Veronica Belfanti  |
| 16 | Italia (bandiera)   | C     | Martina Battocchio |
| 17 | Germania (bandiera) | C     | Valentina Maceri   |
| 18 | Italia (bandiera)   | A     | Mirella Capelloni  |
| 19 | Italia (bandiera)   | A     | Martina Gelmetti   |
| 20 | Italia (bandiera)   | D     | Claudia Squizzato  |
| 21 | Italia (bandiera)   | C     | Marta Carissimi    |
| 22 | Italia (bandiera)   | P     | Ketty Gava         |
| 27 | Italia (bandiera)   | A     | Marta Mason        |

## Risultati

### Serie A

#### Girone di andata
| Arbitro: | Emanuele De Luca (Reggio nell'Emilia) |

|                              |           |                         |
| Alborghetti 74’ Bonansea 78’ | Marcatori | 18’ (rig.), 29’ Girelli |

| Arbitro: | Davide Pederzolli (Trento) |

|             |           |           |
| Girelli 82’ | Marcatori | 14’ Sardu |

| Arbitro: | Mario Berger (Pinerolo) |

|              |           |                                                        |
| Grassino 12’ | Marcatori | 22’, 45’ Pini 60’ Battocchio 79’ Girelli 82’ Carissimi |

| Arbitro: | Antonio Borriello (Torre del Greco) |

|                                           |           |  |
| Girelli 38’ Di Criscio 41’ Mason 75’, 85’ | Marcatori |  |

| Arbitro: | Marco Lancia (Foligno) |

|           |           |  |
| Guagni 5’ | Marcatori |  |

| Arbitro: | Thomas Miniutti (Maniago) |

|                       |           |                   |
| Mason 55’ Girelli 81’ | Marcatori | 44’ (rig.) Ramera |

| Arbitro: | Gino Garofalo (Torre del Greco) |

|               |           |             |
| Camporese 42’ | Marcatori | 27’ Girelli |

| Arbitro: | Jacopo Fumagalli (Cremona) |

|                                             |           |  |
| Casadio 5’, aut’ Mason 65’, 77’ Girelli 93’ | Marcatori |  |

| Arbitro: | Alessandro Maugeri (Acireale) |

|                                     |           |               |
| Girelli 24’ Pini 65’ Battocchio 84’ | Marcatori | 30’ Carminati |

| Arbitro: | Paolo Battistelli (L'Aquila) |

|  |           |                                                  |
|  | Marcatori | 26’ Pini 42’ Mason 61’ Gabbiadini 66’ Di Criscio |

| Arbitro: | Davide Ortona (Milano) |

|                                     |           |             |
| Gabbiadini 22’ Pini 39’ Girelli 46’ | Marcatori | 13’ Tarenzi |

| Arbitro: | Paolo Battistelli (L'Aquila) |

|                               |           |                                                                 |
| Giura 80’ Pezzotti 85’ (rig.) | Marcatori | 21’, 74’ Girelli 25’ Karlsson 27’ Pini 47’, 61’, 66’ Gabbiadini |

| Arbitro: | Mohamed El Hadi (Rovereto) |

|                              |           |              |
| Gabbiadini 35’ Capelloni 36’ | Marcatori | 60’ Giacinti |

| Arbitro: | Andrea Antagonista (Cagliari) |

|             |           |  |
| Manieri 82’ | Marcatori |  |

| Arbitro: | Francesco Santi (Prato) |

|                                        |           |  |
| Pini 1’, 32’, 35’ Girelli 4’ Zorri 54’ | Marcatori |  |

#### Girone di ritorno
| Arbitro: | Matteo Campagnolo (Castelfranco Veneto) |

|                     |           |                                    |
| Girelli 3’ Pini 87’ | Marcatori | 9’ Alborghetti 81’ (rig.) Sabatino |

| Arbitro: | Marco Gasparin (Schio) |

|             |           |                         |
| Zanetti 21’ | Marcatori | 23’ Pini 36’ Di Criscio |

| Arbitro: | Luca Pedretti (Lovere) |

|                                                                                          |           |  |
| Capelloni 7’, 72’ Karlsson 19’ Toselli 36’ Zorri 44’, 83’ (rig.) Pini 46’ Mason 51’, 52’ | Marcatori |  |

| Arbitro: | Stefano Zeviani (Legnago) |

|  |           |             |
|  | Marcatori | 75’ Girelli |

| Arbitro: | Federico Di Giovanni (Brescia) |

|                    |           |                                                  |
| Girelli 16’ (rig.) | Marcatori | 2’, 52’ (rig.) Guagni 23’, 44’ Salvatori Rinaldi |

| Arbitro: | Stefano Comunian (Biella) |

|             |           |                                                          |
| Gaburro 75’ | Marcatori | 16’ Karlsson 29’ (rig.) Girelli 48’ Toselli 50’ Gelmetti |

| Arbitro: | Andrea Giudici (Legnano) |

|          |           |                             |
| Pini 67’ | Marcatori | 66’, 87’ Parisi 90’ Brumana |

| Arbitro: | Valerio Amadio (Ascoli Piceno) |

|             |           |                             |
| Caccamo 29’ | Marcatori | 70’ Carissimi 73’ Capelloni |

| Arbitro: | Michele Giordano (Novara) |

|  |           |                                                 |
|  | Marcatori | 21’ Girelli 41’ Lagonia 62’ Di Criscio 82’ Pini |

| Arbitro: | Luca Zufferli (Udine) |

|                                                                           |           |  |
| Gabbiadini 6’, 16’, 17’ Girelli 8’, 58’ (71) Di Criscio 43’ Carissimi 64’ | Marcatori |  |

| Arbitro: | Jacopo Fumagalli (Cremona) |

|              |           |             |
| Piccinno 45’ | Marcatori | 6’ Karlsson |

| Arbitro: | Davide Pederzolli (Trento) |

|                                                |           |  |
| Gabbiadini 46’ Mason 48’, 54’ Lagonia 65’, 70’ | Marcatori |  |

| Napoli 20 aprile 2013, ore 15:00 CEST 28ª giornata | Napoli                                  | 0 – 0 referto | Bardolino Verona | Stadio Arturo Collana\| Arbitro: \| Salvatore Marco Di Benedetto (Barletta) \| |
| Arbitro:                                           | Salvatore Marco Di Benedetto (Barletta) |               |                  |                                                                                |

| Arbitro: | Marco Ceccon (Lovere) |

|  |           |                              |
|  | Marcatori | 43’ Panico 67’, 74’ Iannella |

| Arbitro: | Thomas Miniutti (Maniago) |

|          |           |                                                       |
| Piai 68’ | Marcatori | 15’ Gabbiadini 56’ Mason 78’ (rig.) Zorri 90’ Girelli |

### Coppa Italia

#### Ottavi di finale
| Arbitro: | Simone Degli Esposti (Bologna) |

|                             |           |                 |
| Girelli 45’ (rig.) Pini 70’ | Marcatori | 80’ (rig.) Piva |

#### Quarti di finale
| Arbitro: | Giacomo Dall'Oco (Reggio nell'Emilia) |

|  |           |                     |
|  | Marcatori | 15’, 53’ Gabbiadini |

#### Semifinali
| Arbitro: | Lorenzo Gentile (Seregno) |

|                                              |                      |                             |
| Toselli 92’                                  | Marcatori            | 61’ (rig.) Manieri          |
| Girelli Gabbiadini Di Criscio Zorri Karlsson | Tiri di rigore 4 – 2 | Panico Tona Manieri Maendly |

#### Finale
| Arbitro: | Francesca Campagnolo (Bassano del Grappa) |

|  |           |                        |
|  | Marcatori | 6’ Mauro 61’ Camporese |

### UEFA Champions League

#### Sedicesimi di finale
| Arbitro: | Efthalia Mitsi |

|                         |           |  |
| Williams 51’ Harrop 70’ | Marcatori |  |

| Arbitro: | Bibiana Steinhaus |

|                               |           |  |
| Girelli 37’ (rig.), 79’, 112’ | Marcatori |  |

#### Ottavi di finale
| Arbitro: | Saša Ihringová |

|           |           |  |
| Mittag 2’ | Marcatori |  |

| Arbitro: | Teodora Albon |

|  |           |                                   |
|  | Marcatori | 13’ Gunnarsdóttir 57’ Wilhelmsson |

## Statistiche

### Statistiche di squadra
| Competizione     | Punti | In casa | In casa | In casa | In casa | In casa | In casa | In trasferta | In trasferta | In trasferta | In trasferta | In trasferta | In trasferta | Totale | Totale | Totale | Totale | Totale | Totale | DR  |
| Competizione     | Punti | G       | V       | N       | P       | Gf      | Gs      | G            | V            | N            | P            | Gf           | Gs           | G      | V      | N      | P      | Gf     | Gs     | DR  |
| ---------------- | ----- | ------- | ------- | ------- | ------- | ------- | ------- | ------------ | ------------ | ------------ | ------------ | ------------ | ------------ | ------ | ------ | ------ | ------ | ------ | ------ | --- |
| Serie A          | 63    | 15      | 10      | 2       | 3       | 50      | 17      | 15           | 9            | 4            | 2            | 37           | 13           | 30     | 19     | 6      | 5      | 87     | 30     | +57 |
| Coppa Italia     | -     | 3       | 1       | 1       | 1       | 3       | 4       | 1            | 1            | 0            | 0            | 2            | 0            | 4      | 2      | 1      | 1      | 5      | 4      | +1  |
| Champions League | -     | 2       | 1       | 0       | 1       | 3       | 2       | 2            | 0            | 0            | 2            | 0            | 3            | 4      | 1      | 0      | 3      | 3      | 5      | -2  |
| Totale           | -     | 20      | 12      | 3       | 5       | 56      | 23      | 18           | 10           | 4            | 4            | 39           | 16           | 38     | 22     | 7      | 9      | 95     | 39     | +56 |